# Monte Zirzow
Il Monte Zirzow (in lingua inglese: Mount Zirzow) è una montagna antartica, alta 1.615 m, situata 7 km a nord del Monte Mann sullo spigolo orientale della Lexington Table, nel Forrestal Range dei Monti Pensacola, in Antartide. 
Il monte è stato mappato dall'United States Geological Survey (USGS) sulla base di rilevazioni e foto aeree scattate dalla U.S. Navy nel periodo 1956-66.
La denominazione è stata assegnata dall'Advisory Committee on Antarctic Names (US-ACAN) in onore del comandante Charles F. Zirzow (1922-1997), della U.S. Navy,  Vice Capo di Stato Maggiore dell'U.S. Naval Support Force in Antartide nel periodo 1966-67.